# C21H17NO2
化学式C21H17NO2（摩尔质量：315.4 g/mol）可以指：
- JWH-077，CAS号：210179-35-4
- 3-吗啉基苯并蒽酮，CAS号：299927-47-2

|  | 这个同类索引页列出了具有相同分子式的化学物（即同分異構體）条目。 除非您是有意链接至本页，否则应将相应条目的内部链接指向正确的条目。 |